# Alliance française d'Albanie
 (février 2013).
L'Alliance française de Tirana a été créée à l'initiative de Mme Drita Hadaj en 1991. Aujourd'hui l'Alliance Française de Tirana compte plus de 700 étudiants[réf. nécessaire] et c'est la seule institution en Albanie qui permet de passer les examens officiels DELF/DALF[réf. nécessaire].